# Doppio gioco (film 1949)
Doppio gioco (Criss Cross) è un film del 1949 diretto da Robert Siodmak. È ispirato al romanzo omonimo scritto da Don Tracy nel 1934.

## Analisi

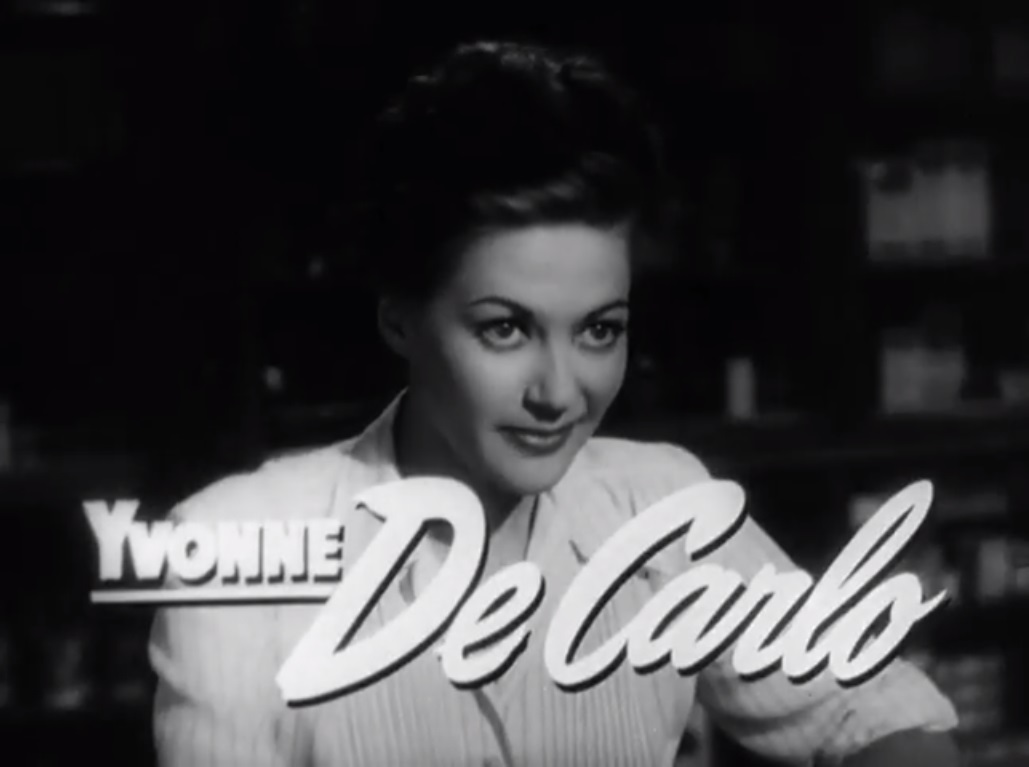
Yvonne De Carlo nel trailer

Film noir che si occupa del mondo della malavita americana (californiana in particolare). Insiste molto con la tecnica dei flashback ripetuti fino al momento saliente dell'assalto al furgone. Rispetto alle opere precedenti l'autore mostra segni di maggior pessimismo e un atteggiamento fatalista nei confronti della storia.